# Hyphessobrycon piabinhas
Hyphessobrycon piabinhas är en fiskart som beskrevs av Fowler, 1941. Hyphessobrycon piabinhas ingår i släktet Hyphessobrycon och familjen Characidae. Inga underarter finns listade i Catalogue of Life.